# WRC 3: The Official Game of the FIA World Rally Championship
Не следует путать с игрой WRC 3: FIA World Rally Championship
WRC 3: The Official Game of the FIA World Rally Championship (также известная как WRC 2003) — гоночная видеоигра, разработанная Evolution Studios и изданная Sony Computer Entertainment в 2003 году в рамках серии World Rally Championship. Игра была выпущена для PlayStation 2 21 ноября 2003 года в Европе, а позже 27 мая 2004 года в Японии (где она была опубликована Spike).

## Игровой процесс
В WRC 3 участвуют 17 водителей из 7 команд. Хотя Mitsubishi в этом сезоне не участвовала в чемпионате на постоянной основе, они появляются на каждом событии в игре и поэтому имеют право набирать командные очки в режиме чемпионата. Аналогичным образом, Hyundai появлялся в каждом соревновании, несмотря на то, что в реальной жизни снялся с чемпионата ближе к концу сезона. В игре представлены все 14 ралли из официального календаря WRC 2003 года.

## Приём
Игра получила «смешанные» отзывы, согласно сайту агрегации обзоров Metacritic. В Японии Famitsu дал игре одну восьмерку, одну девятку, одну семерку и одну восьмерку, в общей сложности 32 балла из 40. В Великобритании Official UK PlayStation 2 Magazine заявил, что игра бросила вызов Колину Макрею (Colin McRae Rally), и включил ее в список 100 лучших игр.